# Limanka
Limanka, perkaryna (Percarina demidoffii) – gatunek ryby okoniokształtnej z rodziny okoniowatych (Percidae). Nazwę zwyczajową limanka wprowadził Antoni Wałecki nawiązując do limanów – siedlisk, w których ta ryba została odkryta. 

## Występowanie
Przyujściowe odcinki Dniestru, Dniepru i Bugu. 
Żyje w ławicach zarówno w wodach słodkich jak i słonych.

## Opis
Osiąga 7–10 cm długości.